# یواس‌اس الاموسا (ای‌کی-۱۵۶)
یواس‌اس الاموسا (ای‌کی-۱۵۶) (به انگلیسی: USS Alamosa (AK-156)) یک کشتی بود که طول آن ۳۳۸ فوت ۶ اینچ (۱۰۳٫۱۷ متر) بود. این کشتی در سال ۱۹۴۴ ساخته شد.